# Ioram (re di Giuda)
Ioram o Joram figlio di Giosafat (864 a.C. – 841 a.C.) fu re di Giuda fra gli anni 849 e 842 a.C. (secondo Albright) o fra gli anni 848 e 841 a.C. (secondo Thiele). Non va confuso con l'omonimo re d'Israele.
Ioram era il figlio più anziano del re Giosafat, il quale lo nominò coreggente nell'ultimo periodo del suo governo. Divenuto re, Ioram uccise di spada i suoi fratelli minori. Sposò Atalia, figlia (o sorella) di Acab, re d'Israele, della dinastia degli Omridi. Questa alleanza fra i due regni fu duramente condannata dal profeta Elia, perché la casata degli Omridi venerava il dio fenicio Baal, violando così l'alleanza con Dio. Contro Ioram si ribellarono il popolo degli Edomiti e la città di Libna. Giuda fu inoltre attaccato da Filistei e Arabi. Infine il re morì di una grave malattia e gli succedette il figlio Acazia.